# الإيرانشهري
أبو العباس الإيرانشهري (القرن الثالث الهجري / التاسع ميلادي) هو فيلسوف وعالم ، نسبته إلى نيسابور.
المعلومات عنه شحيحة ، غير أن ناصر خسرو ذكره في كتابه «سفرنامة». كما أن تصانيفه فقدت بالكامل.